# خورخي لويس كوريلز
خورخي لويس كوريلز هو لاعب كرة قدم كوبي، ولد في 20 مايو 1991 في بينار ديل ريو في كوبا. شارك مع منتخب كوبا تحت 20 سنة لكرة القدم ومنتخب كوبا لكرة القدم. أما مع النوادي، فقد لعب مع تولسا روناكس وشيكاغو فاير.

## وصلات خارجية
- خورخي لويس كوريلز على موقع الاتحاد الدولي (مؤرشف)  (الإنجليزية)
- خورخي لويس كوريلز على موقع الدوري الأمريكي (الإنجليزية)
- خورخي لويس كوريلز على موقع قاعدة بيانات كرة القدم.إي يو (الإنجليزية)
- خورخي لويس كوريلز على موقع ناشيونال فوتبول تيمز (الإنجليزية)
- خورخي لويس كوريلز على موقع Soccerbase.com (لاعب) (الإنجليزية)
- خورخي لويس كوريلز على موقع Soccerway.com (الإنجليزية)
- خورخي لويس كوريلز على موقع عالم كرة القدم.نت (الإنجليزية)